# 드마 누 아파르티앙
《드마 누 아파르티앙》(프랑스어: Demain nous appartient)는 프랑스의 텔레비전 드라마이다. 2017년 7월 17일 TF1에서 처음 방송되었다.